# Vistabella de Huerva
Vistabella de Huerva – gmina w Hiszpanii, w prowincji Saragossa, w Aragonii.
Liczba ludności w 2005 roku wynosiła 39. W miejscowości znajdują się specyficzne domy (hiszp. hogares), małe domy-bliźniaki i inne tego typu budynki mieszkalne. Charakterystyczne dla miejscowości Vistabella de Huerva są uliczki, przy których znajdują się jednorodzinne domki, a także dwie dzielnice – Las Casas Altas (hiszp. Wysokie domy) i Las Casas Bajas (hiszp. Niskie domy). Miejscowość położona jest na średniej wysokości 745 metrów nad poziomem morza. Najwyższe punkty w Vistabella de Huerva znajdują się powyżej 900 metrów n.p.m. Są to między innymi: Cabezo Cara, Pico del Buitre, La Martucha.